# Cleophas Oseso Tuka
Cleophas Oseso Tuka (* 26. November 1967 in Naivasha) ist ein kenianischer römisch-katholischer Geistlicher und Bischof von Nakuru.

## Leben
Cleophas Oseso Tuka studierte Philosophie am Priesterseminar St. Augustine in Mabanga und Katholische Theologie am Priesterseminar St. Matthias Mulumba in Tindinyo. Am 24. Juni 1995 empfing er das Sakrament der Priesterweihe für das Bistum Nakuru.
Oseso Tuka war zunächst als Pfarrvikar in Njoro (1995–1996) und in der Pfarrei Holy Cross (1996–1997) tätig, bevor er 1998 Diözesanprokurator und 1999 Diözesanökonom des Bistums Nakuru wurde. 2004 wurde Cleophas Oseso Tuka für weiterführende Studien in die USA entsandt, wo er am Le Moyne College in Syracuse einen Master of Business Administration erwarb und 2012 an der Graduate Theological Foundation mit der Arbeit Does Conflict Management Style and Team Effectiveness matter in Ministry Teams? („Spielt der Stil des Konfliktmanagements und die Effektivität des Teams eine Rolle für die Arbeit von Pastoralteams?“) im Fach Bildungswissenschaften promoviert wurde. Neben seinem Studium wirkte er als Pfarrvikar der Pfarreien St. Ambrose in Endicott (2004) sowie Holy Family und St. Margaret in Syracuse (2004–2013) im Bistum Syracuse. 2013 kehrte Oseso Tuka in seine Heimat zurück und wurde Pfarrer der Pfarrei Mary Mother of God in Kabarnet. Ab 2018 war er Pfarrer der Pfarrei St. Augustine in Bahati. Zudem fungierte er von 2018 bis 2022 als Generalvikar des Bistums Nakuru.
Am 15. Februar 2023 ernannte ihn Papst Franziskus zum Bischof von Nakuru. Der Apostolische Nuntius in Kenia, Erzbischof Hubertus van Megen, spendete ihm am 6. Mai desselben Jahres auf dem Gelände der Boys High School in Nakuru die Bischofsweihe; Mitkonsekratoren waren der Weihbischof in Nairobi, David Kamau Ng’ang’a, und der Erzbischof von Kisumu, Maurice Muhatia Makumba.

## Schriften
- Does Conflict Management Style and Team Effectiveness matter in Ministry Teams? Graduate Theological Foundation, 2012.